# Kemer, Fethiye
Kemer là một thị trấn thuộc huyện Fethiye, tỉnh Muğla, Thổ Nhĩ Kỳ. Dân số thời điểm năm 2011 là 5.531 người.